# Atarsumqui I
Atarsumqui I (também conhecido como Bar-Guš ) foi rei de Bite Agusi na antiga Síria. Ele era o filho de Arames. A capital de Bite Agusi era Arpade.

## Biografia
Como seu pai Arames, Atarsumqui se rebelou contra a supremacia assíria. Naquela época, a Assíria era governada por Samsiadade V e depois por Adadenirari III. Atarsumqui tentou construir uma coalizão com seus vizinhos contra os assírios. Finalmente, em 796 a.C., Adadenirari III lançou uma campanha militar na área e a subjugou.

## O conflito territorial entre Hamate e Arpade
Acredita-se que a inscrição em Antáquia pertença aos anos posteriores de Adadenirari III. Foi quando o proeminente oficial Samsi-ilu, envolvido na inscrição, se tornou ativo. Com base nisso, acredita-se que a inscrição data da década de 780 a.C..
A inscrição de Antáquia descreve a interferência do rei assírio em um conflito territorial entre Atarsumqui, rei de Arpade, e Zacur, rei de Hamate [...] Naquela época, os dois reis eram vassalos de Adadenirari III [...] o acordo era estabelecido em favor do rei anteriormente hostil de Arpade [...] A razão para preferir Arpade é clara: rompeu as linhas da coalizão siro-hitita e abriu diante de Adadenirari III o caminho para o sul, para Damasco.